# Apenta
Apenta (węg. Hunyady – Janos) – woda gorzka, pochodząca z Węgier o silnym działaniu przeczyszczającym (woda gorzka ofeńska), pozyskiwana ze źródeł Uj Hunyadi w Budzie (prawobrzeżna część Budapesztu).
Jej głównymi składnikami były siarczany magnezu i sodu, oraz chlorki sodu i litu. Badania przeprowadzone w 1896 roku w szpitalu w Glasgow wykazały, że jest to silnie przeczyszczająca naturalna woda mineralna.
Zalecano ją jako środek przeczyszczający dla dzieci, przy albuminurii wywołanej przejadaniem się i złą pracą wątroby, czy po operacjach ginekologicznych. Przed 1940 polecano ją jako środek na dolegliwości wątroby, a także kobietom w ciąży i cierpiącym na schorzenia ginekologiczne.
Produkcja wody o tej nazwie rozpoczęła się w 1899. Współcześnie Apenta należy do najstarszych marek wód mineralnych na Węgrzech; zalicza się ją do segmentu premium. Na węgierskim rynku posiada ona pozytywny wizerunek oraz dobrą pozycję rynkową. W 2005 marka została zakupiona przez polską firmę Maspex z Wadowic. 
Woda Apenta (produkowana w Nyárlőrinc) znajduje się na liście oficjalnie uznanych wód mineralnych na Węgrzech i w Unii Europejskiej.